# SC Wasungen
Der SC Wasungen war ein Sportverein aus der thüringischen Stadt Wasungen.

## Geschichte
Der SC Wasungen wurde 1908 gegründet. Zur Spielzeit 1930/31 stieg die Fußballabteilung des Vereins erstmals in die Gauliga Westthüringen, eine von damals mehreren erstklassigen Ligen des Verbandes Mitteldeutscher Ballspiel-Vereine, auf. Bereits in der zweiten Spielzeit in der Gauliga gelang dem Verein mit einem Sieg über der punktgleichen SpVgg Zella-Mehlis 06 der Gewinn der Gaumeisterschaft. Dadurch qualifizierte sich Wasungen für die diesjährige mitteldeutsche Fußballendrunde. In der ersten Runde traf der Verein am 13. März 1932 auf Schwarz-Gelb Weißenfels, das Spiel wurde jedoch aus unbekannten Gründen beim Stand von 1:3 abgebrochen und musste wiederholt werden. Im Wiederholungsspiel am 20. März 1933 setzte sich Wasungen mit 3:2 durch. In der 2. Runde schied Wasungen gegen den 1. Vogtländischen FC Plauen durch eine 1:5-Niederlage aus.
Im Zuge der Gleichschaltung wurde der VMBV und demzufolge auch die Gauliga Westthüringen wenige Monate nach der Machtübernahme der Nationalsozialisten im Jahre 1933 aufgelöst. Kein Verein aus diesem Gau erhielt einen Startplatz für die ab 1933 neu eingeführte erstklassige Gauliga Mitte, der SC Wasungen wurde in die drittklassige Kreisklasse Westthüringen des Fußballgaus einsortiert und stieg nach der Saison 1938/39 in die Viertklassigkeit ab. Spätestens 1945 wurde der Verein aufgelöst. In Wasungen wurde nach 1945 die SG Wasungen gegründet, die später in BSG Traktor Wasungen und BSG Chemie Wasungen umbenannt wurde und heute als SV Grün-Weiß Wasungen existiert.

## Erfolge
- Gaumeister Westthüringen: 1931/32
- Teilnahmen an der mitteldeutsche Fußballmeisterschaft: 1931/32 (2. Runde)